# Torreblascopedro
Torreblascopedro è un comune spagnolo di 2 976 abitanti situato nella comunità autonoma dell'Andalusia.

## Geografia fisica
I confini comunali sono segnati dal Guadalimar a nord e dal Guadalquivir a sud.